# Греко-римская борьба на летних Олимпийских играх 1972 — свыше 100 кг
Соревнования по классической борьбе в категории свыше 100 кг были частью программы летних Олимпийских игр 1972 года в Мюнхене.

## Медалисты
- Анатолий Рощин (URS)
- Александр Томов (BUL)
- Виктор Долипски (ROU)

## Определение победителей

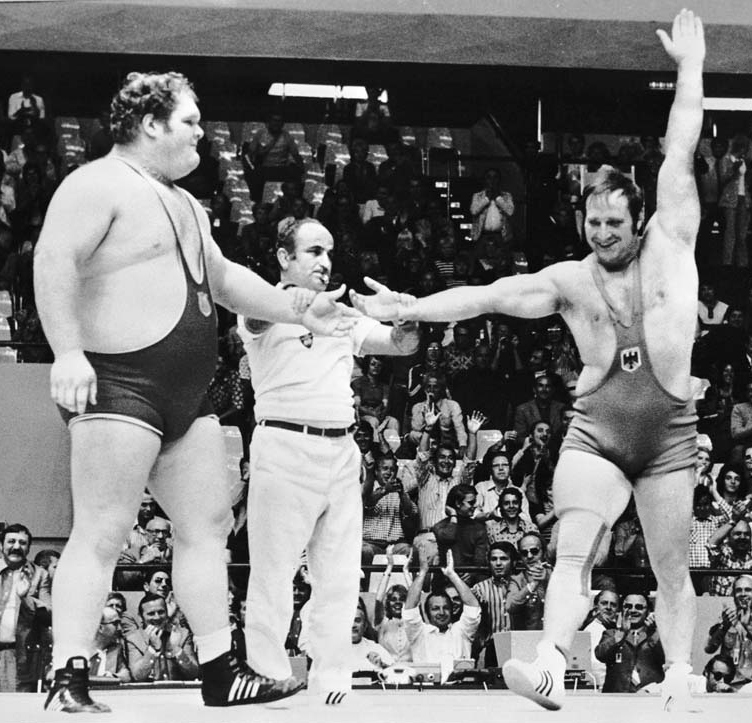
Крис Тейлор и Вильфрид Дитрих.

Определение победителей происходило по системе штрафных очков. Борец, набравший 6 и более штрафных очков, выбывал из соревнований. Когда оставалось два или три участника для определения распределения медалей между ними проводился специальный финальный тур.

### Штрафные очки
- 0 — чистая победа, снятие соперника за пассивность или из-за травмы;
- 0.5 — победа за явным преимуществом;
- 1 — победа по очкам;
- 2 — ничья;
- 2.5 — ничья, пассивность;
- 3 — поражение по очкам;
- 3.5 — поражение за явным преимуществом соперника;
- 4 — чистое поражение, снятие соперника за пассивность или из-за травмы.

## Легенда
- DNA — участник не явился;
- TPP — общее количество штрафных очков;
- MPP — количество штрафных очков за схватку.

## Ход соревнований

### Первый круг
| TPP | MPP |                       | Время |                       | MPP | TPP |
| --- | --- | --------------------- | ----- | --------------------- | --- | --- |
| 0   | 0   | Иштван Семереди (YUG) | 3:47  | Мигель Замбрано (PER) | 4   | 4   |
| 4   | 4   | Томоми Тсурута (JPN)  | 6:46  | Йожеф Чатари (HUN)    | 0   | 0   |
| 4   | 4   | Крис Тейлор (USA)     | 3:14  | Вильфрид Дитрих (FRG) | 0   | 0   |
| 0   | 0   | Петр Кмент (TCH)      | 8:21  | Раймо Карлссон (FIN)  | 4   | 4   |
| 4   | 4   | Виктор Долипски (ROU) | 7:39  | Анатолий Рощин (URS)  | 0   | 0   |
| 4   | 4   | Эдвард Войда (POL)    | 5:59  | Александр Томов (BUL) | 0   | 0   |

### Второй круг
| TPP | MPP |                       | Время |                       | MPP | TPP |
| --- | --- | --------------------- | ----- | --------------------- | --- | --- |
| 0   | 0   | Иштван Семереди (YUG) | 7:48  | Томоми Тсурута (JPN)  | 4   | 8   |
| 8   | 4   | Мигель Замбрано (PER) | 5:55  | Йожеф Чатари (HUN)    | 0   | 0   |
| 8   | 4   | Крис Тейлор (USA)     | 7:50  | Петр Кмент (TCH)      | 4   | 4   |
| 0   | 0   | Вильфрид Дитрих (FRG) | 6:39  | Раймо Карлссон (FIN)  | 4   | 8   |
| 4   | 0   | Виктор Долипски (ROU) | 1:36  | Эдвард Войда (POL)    | 4   | 8   |
| 1   | 1   | Анатолий Рощин (URS)  |       | Александр Томов (BUL) | 3   | 3   |

### Третий круг
| TPP | MPP |                       | Время |                       | MPP | TPP |
| --- | --- | --------------------- | ----- | --------------------- | --- | --- |
| 4   | 4   | Иштван Семереди (YUG) | 5:54  | Йожеф Чатари (HUN)    | 4   | 4   |
| 4   | 4   | Вильфрид Дитрих (FRG) | 8:10  | Виктор Долипски (ROU) | 0   | 4   |
| 7   | 3   | Петр Кмент (TCH)      |       | Анатолий Рощин (URS)  | 1   | 2   |
| 3   |     | Александр Томов (BUL) |       | Пропустил             |     |     |

### Четвёртый круг
| TPP | MPP |                       | Время |                       | MPP | TPP |
| --- | --- | --------------------- | ----- | --------------------- | --- | --- |
| 3   | 0   | Александр Томов (BUL) | 0:29  | Иштван Семереди (YUG) | 4   | 8   |
| 8   | 4   | Йожеф Чатари (HUN)    | 6:54  | Виктор Долипски (ROU) | 0   | 4   |
| 8   | 4   | Вильфрид Дитрих (FRG) | 0:00  | Анатолий Рощин (URS)  | 0   | 0   |

### Финал
Результаты предварительных схваток переносятся в финал.
| TPP | MPP |                       | Время |                       | MPP | TPP |
| --- | --- | --------------------- | ----- | --------------------- | --- | --- |
|     | 4   | Виктор Долипски (ROU) | 7:39  | Анатолий Рощин (URS)  | 0   |     |
| 1   | 1   | Анатолий Рощин (URS)  |       | Александр Томов (BUL) | 3   |     |
| 5   | 2   | Александр Томов (BUL) |       | Виктор Долипски (ROU) | 2   | 6   |

## Распределение мест
1. Анатолий Рощин (URS)
2. Александр Томов (BUL)
3. Виктор Долипски (ROU)
4. Иштван Семереди (YUG),  Йожеф Чатари (HUN) и  Вильфрид Дитрих (FRG)